# Маріупольське родовище залізної руди
Маріупольське родовище залізної руди — поклади залізної руди у південно-західній частині Донецької області України, поблизу міста Маріуполя. Родовище відкрито 1962 року.

## Загальна характеристика
Складається з 6 ділянок: Дем'янівської, Першотравневої, Північної, Дзержинської, Юр'ївської, Ялтинської. Загальна площа родовища становить 300 км². Руди представлені залізистими кварцитами, що залягають серед гнейсів, гранітоїдів, вапняків та інших порід. Рудні поклади залягають на глибині від 80-100 м (подекуди 5 м) до 500—600 м, протяжність їх від сотень метрів до кількох кілометрів, потужність — від 10 м до 145 м. Вміст заліза в рудах становить близько 30 %, магнетитового заліза — 20-25 %. Руди родовища легкозбагачувані, можуть бути перероблені методом мокрої магнітної сепарації на концентрат з вмістом заліза близько 70 %.